# Birmese dwergvalk
De Birmese dwergvalk (Neohierax insignis) is een kleine roofvogel uit de familie van de valkachtigen.   Hij komt voor in het Indomaleisisch gebied.

## Taxonomie
De vogel werd in 1872 door Arthur Hay geldig beschreven als Polihierax insignis. Uit DNA-onderzoek, gepubliceerd in 2015, blijkt dat de Birmese dwergvalk niet nauw verwant is aan de Afrikaanse dwergvalk Polihierax semitorquatus, maar meer verwant aan de soorten uit het geslacht Falco. De Afrikaanse dwergvalk is daarentegen meer verwant met soorten uit het geslacht Microhierax. Eerder (in 1922 op grond van verschillen in het verenkleed) stelde de Britse roofvogelonderzoeker Harry Kirke Swann reeds voor deze valk in een eigen geslacht Neohierax te plaatsen. Daarom is de soort nu weer afgesplitst uit het geslacht  Polihierax waarin Arthur Hay de soort in 1872 plaatste.

## Kenmerken
De vogel is 23 tot 28 centimeter lang, dus een zeer klein soort valk. Het mannetje heeft een roestbruine kruin en mantel en is verder grijs van boven. Bij het vrouwtje ontbreekt het roestbruin, zij is geheel grijs van boven. Beide seksen hebben een duidelijke witte stuit en een zwarte staart met witte stippen. Van onder zijn ze vuilwit met donkere streepjes.

## Gedrag
Het leefgebied van de Birmese dwergvalk bestaat uit savanne en (loof)bossen. De soort voedt zich voornamelijk met hagedissen, maar ook met insecten. In tegenstelling tot de dwergvalken uit het geslacht Microhierax, die in de lucht jagen, vangt de Birmese dwergvalk zijn prooi vooral op de grond of in bomen. Hij gebruikt holtes in bomen, bijvoorbeeld oude holen van spechten, om te nestelen en te roesten. Naar de levenswijze van deze dwergvalk is echter nog nauwelijks onderzoek gedaan.

## Verspreiding en leefgebied
De Birmese dwergvalk komt voor in het zuiden en midden van Myanmar, Thailand, Cambodja en het zuiden van Laos en Vietnam.
De volgende drie ondersoorten komen voor:
- N. i. cinereiceps  E.C.S. Baker, 1927: Zuid-Myanmar en Noordwest-Thailand.
- N. i. harmandi (Oustalet, 1876): Laos, Vietnam en Cambodja.
- N. i. insignis Walden, 1872: West- en Centraal-Myanmar.

Het leefgebied bestaat uit graslanden met geboomte en half open bosgebieden met voornamelijk loofbos in laagland en heuvelland tot op 900 m boven zeeniveau. De aanwezigheid van bomen met holen is noodzakelijk als verblijf- en broedplaats.

## Status
De grootte van de wereldpopulatie wordt geschat op 15 tot 30 duizend individuen. De Birmese dwergvalk is gevoelig voor uitsterven door ontbossing en mogelijk ook door jacht. Om deze redenen staat deze dwergvalk als gevoelig op de Rode Lijst van de IUCN.